# Mário Santiago de Carvalho
Mário Santiago de Carvalho (Oliveira de Azeméis, 26 de Dezembro de 1958) é um filósofo, escritor, tradutor, editor e professor catedrático da Faculdade de Letras da Universidade de Coimbra.

## Publicações

### Obras
(1997) Roteiro temático-bibliográfico de Filosofia Medieval. Lisboa: Edições Colibri.
(2001) A novidade do mundo: Henrique de Gand e a metafísica da temporalidade no século XIII. Lisboa: Fundação Calouste Gulbenkian.
(2001) Estudos sobre Álvaro Pais e outros franciscanos (séculos XIII-XV). Lisboa: Imprensa Nacional - Casa da Moeda.
(2001) Lógica e Paixão: Abelardo e os universais. Coimbra: Minerva.
(2002) A Síntese Frágil. Uma Introdução à Filosofia (da Patrística aos Conimbricenses). Lisboa: Edições Colibri.
(2002) O Problema da Habitação. Estudos de (História da) Filosofia. Lisboa: Edições Colibri.
(2006) Falsafa. Breve introdução à filosofia arábico-islâmica. Coimbra: Ariadne.
(2010) Psicologia e ética no curso Jesuíta Conimbricense. Lisboa: Edições Colibri.

### Algumas traduções
(1988) Santo Agostinho, Diálogo sobre a felicidade. Lisboa: Edições 70.
(1992) Santo Agostinho, A natureza do bem. Porto: Fundação Eng. António de Almeida.
(1995) São Tomás de Aquino, O ente e a essência. Porto: Edições Contraponto.
(1996) Pseudo-Dionísio Areopagita, Teologia mística. Porto: Medievalia.
(1996) São Boaventura, Recondução das ciências à teologia. Porto: Porto Editora.
(1996) Henrique de Gand, "Sobre a metafísica do ser no tempo". Lisboa: Edições 70.
(1998) João Duns Escoto, Tratado do primeiro princípio. Lisboa: Edições 70.
(1999) São Tomás de Aquino, A unidade do intelecto contra os averroístas. Lisboa: Edições 70.
(2003) Teodorico de Freiberg, O ente e a essência. Coimbra: Minerva.
(2004) Raimundo Llull, Vida coetânea. Coimbra: Ariadne.